# Diseño de mecanismos
El diseño de mecanismos es un campo de la teoría de juegos que estudia conceptos de solución para una clase de juegos de información privada. Leonid Hurwicz explica que "en un problema de diseño, la función u objetivo es lo que nos dan, mientras que el mecanismo es lo desconocido. Por tanto, el problema de diseño es el inverso a la teoría económica tradicional, que típicamente se dedica al análisis del desempeño de un mecanismo dado."
Las características distintivas de estos juegos son que se realizan estableciendo una estructura en la que cada jugador tiene un incentivo si se comporta como el diseñador pretende. En este caso se dice que el juego se ha diseñado para el resultado deseado. La fuerza del resultado depende en el concepto de solución usado en el juego. Así, dos características distintivas de estos juegos son:
- Que un diseñador del juego escoge la estructura de este en vez de heredarla.
- Que el diseñador está interesado en el resultado del juego

El Nobel de Economía del año 2007 se concedió a Leonid Hurwicz, Eric Maskin, y Roger Myerson "por haber sentado las bases de la teoría de diseño de mecanismos".
Una rama del diseño de mecanismos es la creación de mercados como subastas. Otra es el diseño de algoritmos de correspondencia.
Un ejercicio habitual en el diseño de mecanismos es obtener el resultado deseado de acuerdo con un concepto de solución específico. El celebrado teorema de Gibbard-Satterthwaite muestra que cualquier resultado que puede implementarse como un equilibrio de estrategia dominante es necesariamente dictatorial. Esto es similar al Teorema de imposibilidad de Arrow. Por otra parte, la implementación como equilibrio de Nash es posible para un abanico mucho mayor de reglas de elección social.

## Intuición
En una clase interesante de juegos bayesianos, un jugador, denominado "principal", trataría de condicionar su comportamiento según información conocida solo por otros jugadores. Por ejemplo, alguien dispuesto a comprar un coche de segunda mano a quién le gustaría conocer el estado del vehículo usado. En este caso, no puede obtener la información simplemente preguntando al vendedor, ya que a este le interesa distorsionar la verdad para realizar la venta. Por fortuna, la teoría de diseño de mecanismos le ofrece una importante ventaja: la de diseñar un juego cuyas reglas favorecen que los demás actúen del modo en que le conviene.
Sin la teoría de diseño de mecanismos, el problema del jugador principal debería ser difícil de resolver. Tendría que tener en cuenta todos los juegos posibles y elegir el que mejor influencia tiene sobre las tácticas de los demás jugadores. Además, el jugador tendría que sacar conclusiones de la información ofrecida por otros jugadores teniendo en cuenta que pueden tratar de engañarle. Gracias al diseño de mecanismos, y en particular el principio de revelación, el jugador solo necesita considerar los juegos en los que los agentes divulgan exclusivamente información verdadera.